# Sluder-Neuralgie

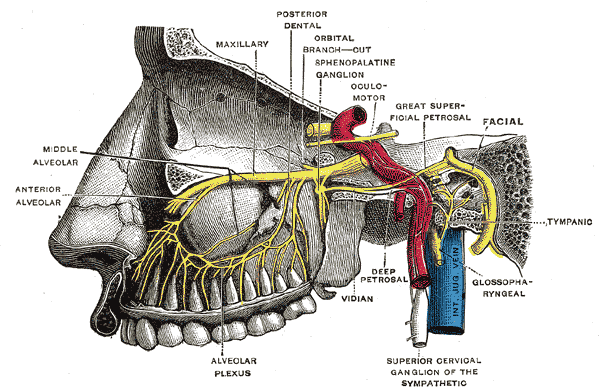
Die Nerven des Oberkiefers

Sluder-Neuralgie (auch Sphenopalatinumsyndrom, englisch sphenopalatine ganglion neuralgia, auch Sluder’s neuralgia und Sluder-Syndrom nach dem US-amerikanischen HNO-Arzt Greenfield Sluder) ist ein 1908 vorgeschlagenes, mittlerweile umstrittenes Erklärungsmodell für bestimmte Gesichtsneuralgien. Sluder glaubte, dass das Ganglion pterygopalatinum (früher als Ganglion sphenopalatinum bezeichnet), ein parasympathischer Nervenknoten unter der Schädelbasis hinter dem Gaumen, eine reflektorische Reizung der unmittelbar benachbarten Äste des Nervus trigeminus vermittelt. Er behandelte diese Neuralgie, indem er Alkohol in das Ganglion injizierte. In der aktuellen Literatur wird die Sluder-Neuralgie als Erscheinungsform des Cluster-Kopfschmerzes gesehen.
Die Vidianusneuralgie (siehe Nervus vidianus: Ganglion pterygopalatinum, benannt nach dem im 16. Jahrhundert wirkenden Guido Guidi, latinisiert Vidus Vidius) wurde von Vail 1932 definiert als wiederkehrende, einseitige starke Schmerzen an Nase, Auge, Gesicht, Nacken und Schulter in wiederkehrenden Episoden. Vail selbst hält die Vidianusneuralgie für eine Variante der Sluder-Neuralgie. Weder die Definition der Sluder-Neuralgie noch die der Vidianusneuralgie. entspricht den Kriterien für Cluster-Kopfschmerz, auch wenn unter den Patienten von Sluder und Vail einige an Cluster-Kopfschmerz erkrankt gewesen sein mögen.